# Gobernación de Al Batinah Sur
La Gobernación de Batina Sur (محافظة جنوب الباطنة Muḥāfaẓat Ǧanūb al-Bāṭinah) es una gobernación del Sultanato de Omán.. Fue creado el 28 de octubre de 2011 cuando la Región de Batina se escindió en dos gobernaciones: Batina Norte y Batina Sur. El centro de la gobernación es el wilayato de Rustaq.

## Provincias
La Gobernación de Batina Sur se divide en 6 provincias (wilayat):
- Rustaq
- Al Awabi
- Nakhal
- Wadi Al Maawil
- Barka
- Al-Musannah

- Datos: Q4703565